# Futbolniy Klub Dordoi
O Futbolniy Klub Dordoi é um clube de futebol do Quirguistão. Disputa o Campeonato nacional do país.

## História
O clube foi fundado em 1997 com o nome de FC Dordoy Naryn, referenciando no nome a província de Naryn. No entanto, em 2010 foi renomeado com o nome atual de FK Dordoi Bishkek, referenciando agora não mais a província mas sim a cidade de Bisqueque.

## Títulos
- Campeonato Quirguistanês:  13 vezes
  - 2004, 2005, 2006, 2007, 2011, 2012, 2014, 2018, 2019, 2020, 2021

- Copa do Quirguistão:  10 vezes
  - 2004, 2005, 2006, 2008, 2010, 2012, 2014, 2016, 2017, 2018

- Supertaça do Quirguistão:  1 vez
  - 2011

- Copa dos Presidentes da AFC:  2 vezes
  - 2006 e 2007